# Someday This Pain Will Be Useful to You
Someday This Pain Will Be Useful to You (tj. Jednou se ti tahle bolest bude hodit) je italsko-americký hraný film z roku 2012, který režíroval Roberto Faenza podle vlastního scénáře na motivy stejnojmenného románu Petera Camerona. Film zachycuje nerozhodnost dospívajícího mladíka. Film měl světovou premiéru 2. listopadu 2011 na Mezinárodním filmovém festivalu v Římě.

## Děj
Jamesovi je 17 let. Bydlí v New Yorku na Upper East Side s rozvedenou matkou a starší excentrickou sestrou Gillian. James ukončil střední školu a přes prázdniny vypomáhá matce v její galerii. Matka právě prochází krizí. Vrátila se z líbánek v Las Vegas, kde zjistila, že její třetí manžel je gambler. S otcem, který pracuje jako makléř, se James stýká při pravidelných obědech. Gillian udržuje poměr se starším, ženatým profesorem z její univerzity. James měl studovat na Harvardu, ale cítí, že studium na univerzitě není nic pro něj, raději by žil izolovaně na Středozápadě. Rodiče ho nechápou, otec je navíc znepokojen zjištěním, že je James gay. Pochopení nalézá pouze u své babičky Nanette a psychoterapeutky Hildy.

## Obsazení
| Toby Regbo        | James Sveck      |
| Marcia Gay Harden | Marjorie Dunfour |
| Peter Gallagher   | Paul Sveck       |
| Deborah Ann Woll  | Gillian Sveck    |
| Jonny Weston      | Thom             |
| Ellen Burstynová  | Nanette          |
| Lucy Liu          | Hilda Temple     |
| Stephen Lang      | Barry Rogers     |
| Aubrey Plaza      | Jeanine Breemer  |